# Connarus lambertii
Connarus lambertii är en tvåhjärtbladig växtart som först beskrevs av Dc., och fick sitt nu gällande namn av Paul Antoine Sagot. Connarus lambertii ingår i släktet Connarus och familjen Connaraceae. Inga underarter finns listade i Catalogue of Life.